# PLK (raper)
Mathieu Claude Daniel Pruski (wym. MAF /matjø klod danjɛl pʁyski/), lepiej znany jako PLK (ur. 15 kwietnia 1997 w Paryżu) – francuski raper polskiego pochodzenia. Członek grup La Confrérie i Panama Bende. 

## Życie prywatne
PLK urodził się i dorastał w 14. dzielnicy Paryża, po czym w wieku nastoletnim przeniósł się do Clamart w regionie Île-de-France. Jego matka pochodzi z Korsyki, a ojciec ma polskie korzenie. Dziadek artysty był Polakiem pochodzącym z Krakowa, który jeszcze jako dziecko wyemigrował do Francji podczas Drugiej Wojny Światowej i osiadł w Bobigny. Od dziecka uczył się o swoim pochodzeniu. Pruski dorastał w biedniejszej części 14. dzielnicy Paryża, gdzie poznał grupę muzyczną 1995, w tym należącego do niej Fonky Flav' - obecnie menadżera PLK. Raper nie mówi po polsku, ponieważ w domu używano przede wszystkim języka francuskiego. PLK wciąż ma daleką rodzinę w Polsce, z którą stara się utrzymywać kontakt.

## Znaczenie pseudonimu
PLK to akronim słowa Polak. Tworząc ten pseudonim raper chciał podkreślić swoje pochodzenie oraz być pod nim rozpoznawalnym w całej Francji. Jak sam określa, jest bardzo dumny ze swoich korzeni i od dziecka uczył się je pielęgnować. Chciał również reprezentować wszystkich ludzi z polskim pochodzeniem znajdujących się we Francji: "we Francji jest bardzo dużo potomków imigrantów, jesteśmy też my (Polacy), więc mam obowiązek pojawić się, dołożyć swoją cegiełkę i powiedzieć, że jesteśmy tu".

## Kariera

### Początki
Pierwsze teksty raper zaczyna pisać mając 9 lat, w wieku 13 lat nagrywa pierwsze utwory, a już rok później udaje mu się wystąpić w popularnej audycji Planète Rap we francuskim radiu Skyrock. PLK z początku fascynuje się freestyle'm, a dopiero później zaczyna tworzyć pełne utwory. 
Miłość do rapu zaszczepia w chłopcu jego mama. W odtwarzaczu mp3 umieszcza playlistę, na której znajdują się utwory między innymi francuskiego rapera Rohffa i angielskiego zespołu Jamiroquai. Największe wrażenie na chłopcu robi jednak kawałek Bigiego, "Mo Money Mo Problems". 
W wieku 14 lat PLK wraz z Ormaz'em, Zeu i NDLR tworzą kolektyw La Confrérie, w ramach którego nagrywają dwa utwory. Trzy miesiące później powstaje grupa Panama Bende, w której skład wchodzi PLK i sześciu innych paryskich raperów. Artyści głównie skupiają się na freestyle'u i biorą udział w licznych wydarzeniach open mic. Z początku grają koncerty mając w dorobku jedynie dwa kawałki, jednak po jakimś czasie udaje im się wydać swoje pierwsze EP "Bende Mafia" zawierające sześć tytułów. "Bende Mafia" zostaje bardzo dobrze przyjęta przez publikę, więc raperzy idą za ciosem i w 2017 r. wydają swój pierwszy album "ADN" zawierający jedenaście utworów.
Panama Bende zawdzięcza swoją popularność również grupie 1995, dzięki której ma szansę zagrać koncerty w renomowanych miejscach takich jak Bataclan. We współpracy z wytwórnią Panenka Music, której właścicielem jest jeden z członków grupy 1995 (Fonky Flav'), PLK nagrywa swój pierwszy solowy album.

### Twórczość
W 2015 roku PLK wydaje swoje pierwsze solowe EP zatytułowane "Peur de me tromper", a rok później EP o nazwie "Dedans", w którym gościnnie występuje belgijski raper i producent muzyczny, Krisy (znany również jako DeLaFuentes). W 2017 r. ma miejsce premiera mixtape'u "Ténébreux". W tym samym czasie PLK prezentuje swoją freestyle'ową zwrotkę w programie "Rentre dans le cercle" prowadzonym przez rapera Sofiane. W 2018 r. pojawia się drugi mixtape zatytułowany "Platinum", w którym również gości Krisy, a także Lefa, członek zespołu Sexion d'Assault. Teledysk do jednego z utworów z mixtape'u, "Pas les mêmes", zyskuje ponad 10 mln wyświetleń na platformie YouTube, dzięki czemu kariera rapera nabiera tempa. W tym samym roku PLK wraz z Mister'em V nagrywają kawałek "Lambo", który ma promować nowo powstałą produkcję filmową Taxi 5.
5 października 2018 r. ma miejsce premiera pierwszego solowego albumu PLK zatytułowanego "Polak". Album zawiera piętnaście utworów, w tym "Waow" stworzony we współpracy z raperem Nekfeu oraz utwór "Hier" z gościnnie występującym SCH. Trzeci featuring należy do znanego polskiego rapera, Palucha, z którym PLK nagrywa utwór "Gozier". Kilka dni po premierze płyty PLK i Paluch goszczą w kultowej audycji Planète Rap francuskiego radia Skyrock, gdzie wspólnie wykonują utwór na żywo. Album "Polak" szybko zyskuje status złotej, a następnie platynowej płyty.
W 2019 r. PLK wydaje kolejny mixtape, "Mental", na którym goszczą raperzy tacy jak Maes, Timal, Aladin 135 czy Tessa B. W pierwszym tygodniu po premierze udaje się sprzedać ponad 17 tys. egzemplarzy, a niecały miesiąc później mixtape zyskuje miano złotej płyty.

## Dyskografia

### Albumy
| Tytuł  | Rok  | Szczytowe pozycje na listach przebojów | Szczytowe pozycje na listach przebojów | Szczytowe pozycje na listach przebojów | Szczytowe pozycje na listach przebojów | Szczytowe pozycje na listach przebojów | Szczytowe pozycje na listach przebojów | Szczytowe pozycje na listach przebojów | Szczytowe pozycje na listach przebojów |
| Tytuł  | Rok  | Francja                                | Francja                                | Belgia                                 | Belgia                                 | Belgia                                 | Belgia                                 | Szwajcaria                             | Szwajcaria                             |
| Tytuł  | Rok  | Les charts                             | Les charts                             | Ultratop Flanders                      | Ultratop Flanders                      | Ultratop Wallonia                      | Ultratop Wallonia                      | Schweizer Hitparade                    | Schweizer Hitparade                    |
| ------ | ---- | -------------------------------------- | -------------------------------------- | -------------------------------------- | -------------------------------------- | -------------------------------------- | -------------------------------------- | -------------------------------------- | -------------------------------------- |
| Polak  | 2018 | 6                                      | 6                                      | —                                      | —                                      | 9                                      | 9                                      | 31                                     | 31                                     |
| Mental | 2019 | 2                                      | 2                                      | 46                                     | 46                                     | 5                                      | 5                                      | 15                                     | 15                                     |
| Enna   | 2020 | 2                                      | 2                                      | 23                                     | 23                                     | 3                                      | 3                                      | 5                                      | 5                                      |

### Mixtape'y
| Tytuł     | Rok  | Szczytowe pozycje na listach przebojów | Szczytowe pozycje na listach przebojów | Szczytowe pozycje na listach przebojów | Szczytowe pozycje na listach przebojów | Szczytowe pozycje na listach przebojów | Szczytowe pozycje na listach przebojów |
| Tytuł     | Rok  | Francja                                | Francja                                | Belgia                                 | Belgia                                 | Szwajcaria                             | Szwajcaria                             |
| Tytuł     | Rok  | Les charts                             | Les charts                             | Ultratop Wallonia                      | Ultratop Wallonia                      | Schweizer Hitparade                    | Schweizer Hitparade                    |
| --------- | ---- | -------------------------------------- | -------------------------------------- | -------------------------------------- | -------------------------------------- | -------------------------------------- | -------------------------------------- |
| Ténébreux | 2017 | 35                                     | 35                                     | 48                                     | 48                                     | —                                      | —                                      |
| Mental    | 2018 | 13                                     | 13                                     | 30                                     | 30                                     | 90                                     | 90                                     |

### EP'ki
- Peur de me tromper (2015)
- Dedans (2016)

### Single
| Tytuł             | Rok  | Szczytowe pozycje na listach przebojów | Szczytowe pozycje na listach przebojów | Szczytowe pozycje na listach przebojów | Szczytowe pozycje na listach przebojów | Szczytowe pozycje na listach przebojów | Szczytowe pozycje na listach przebojów | Album / EP |
| Tytuł             | Rok  | Francja                                | Francja                                | Belgia                                 | Belgia                                 | Szwajcaria                             | Szwajcaria                             | Album / EP |
| Tytuł             | Rok  | Les charts                             | Les charts                             | Ultratop Wallonia                      | Ultratop Wallonia                      | Schweizer Hitparade                    | Schweizer Hitparade                    | Album / EP |
| ----------------- | ---- | -------------------------------------- | -------------------------------------- | -------------------------------------- | -------------------------------------- | -------------------------------------- | -------------------------------------- | ---------- |
| "Pas les mêmes"   | 2018 | 129                                    | 129                                    | —                                      | —                                      | —                                      | —                                      | Platinum   |
| "Dis-moi oui"     | 2018 | 60                                     | 60                                     | —                                      | —                                      | —                                      | —                                      | Platinum   |
| "Problèmes"       | 2019 | 6                                      | 6                                      | 37                                     | 37                                     | —                                      | —                                      | Mental     |
| "Un peu de haine" | 2019 | 1                                      | 1                                      | 19                                     | 19                                     | 44                                     | 44                                     | Mental     |
| "Bénef"           | 2020 | 14                                     | 14                                     | 37                                     | 37                                     | —                                      | —                                      | Enna       |
| "C'est mort"      | 2020 | 8                                      | 8                                      | 42                                     | 42                                     | —                                      | —                                      | Enna       |

#### Występy gościnne w piosenkach
| Tytuł                                  | Rok  | Szczytowe pozycje na listach przebojów | Szczytowe pozycje na listach przebojów | Szczytowe pozycje na listach przebojów | Szczytowe pozycje na listach przebojów | Szczytowe pozycje na listach przebojów | Szczytowe pozycje na listach przebojów | Album                            |
| Tytuł                                  | Rok  | Francja                                | Francja                                | Belgia                                 | Belgia                                 | Szwajcaria                             | Szwajcaria                             | Album                            |
| Tytuł                                  | Rok  | Les charts                             | Les charts                             | Ultratop Wallonia                      | Ultratop Wallonia                      | Schweizer Hitparade                    | Schweizer Hitparade                    | Album                            |
| -------------------------------------- | ---- | -------------------------------------- | -------------------------------------- | -------------------------------------- | -------------------------------------- | -------------------------------------- | -------------------------------------- | -------------------------------- |
| "Lambo" (Mister V feat. PLK)           | 2018 | 121                                    | 121                                    | —                                      | —                                      | —                                      | —                                      | Taxi 5 (Soundtrack filmu)        |
| "Comme à l'ancienne" (RK feat. PLK)    | 2019 | 128                                    | 128                                    | —                                      | —                                      | —                                      | —                                      | Rêves de gosse (Album rapera RK) |
| "Jamais" (Mister V feat. PLK)          | 2019 | 6                                      | 6                                      | 31                                     | 31                                     | 76                                     | 76                                     | Rêves de gosse (Album rapera RK) |
| "Mec de cité" (Yaro feat. Ninho & PLK) | 2020 | 24                                     | 24                                     | 10* (Ultratip)                         | 10* (Ultratip)                         | —                                      | —                                      | —                                |
| "Promis" (Timal feat. PLK)             | 2020 | 17                                     | 17                                     | —                                      | —                                      | —                                      | —                                      | Caliente (Album rapera Timal)    |
| "Train de vie" (Leto feat. PLK)        | 2020 | 11                                     | 11                                     | 18* (Ultratip)                         | 18* (Ultratip)                         | —                                      | —                                      | —                                |

### Inne notowane piosenki
| Tytuł                               | Rok  | Szczytowe pozycje na listach przebojów | Szczytowe pozycje na listach przebojów | Szczytowe pozycje na listach przebojów | Szczytowe pozycje na listach przebojów | Szczytowe pozycje na listach przebojów | Szczytowe pozycje na listach przebojów | Album / EP | Certyfikat      |
| Tytuł                               | Rok  | Francja                                | Francja                                | Belgia                                 | Belgia                                 | Szwajcaria                             | Szwajcaria                             | Album / EP | Certyfikat      |
| Tytuł                               | Rok  | Les charts                             | Les charts                             | Ultratop Wallonia                      | Ultratop Wallonia                      | Schweizer Hitparade                    | Schweizer Hitparade                    | Album / EP | Certyfikat      |
| ----------------------------------- | ---- | -------------------------------------- | -------------------------------------- | -------------------------------------- | -------------------------------------- | -------------------------------------- | -------------------------------------- | ---------- | --------------- |
| "Pas besoin"                        | 2018 | 78                                     | 78                                     | —                                      | —                                      | —                                      | —                                      | Platinum   | Złota płyta     |
| "A A A"                             | 2018 | 146                                    | 146                                    | —                                      | —                                      | —                                      | —                                      | Platinum   | Złota płyta     |
| "250"                               | 2018 | 89                                     | 89                                     | —                                      | —                                      | —                                      | —                                      | Polak      | Platynowa płyta |
| "Hier" (feat. SCH)                  | 2018 | 16                                     | 16                                     | —                                      | —                                      | —                                      | —                                      | Polak      | Platynowa płyta |
| "Waow " (feat. Nekfeu)              | 2018 | 32                                     | 32                                     | —                                      | —                                      | —                                      | —                                      | Polak      | Platynowa płyta |
| "Monégasque"                        | 2018 | 33                                     | 33                                     | 13* (Ultratip)                         | 13* (Ultratip)                         | —                                      | —                                      | Polak      | Platynowa płyta |
| "Idiote"                            | 2018 | 67                                     | 67                                     | —                                      | —                                      | —                                      | —                                      | Polak      | Platynowa płyta |
| "Polak"                             | 2018 | 75                                     | 75                                     | —                                      | —                                      | —                                      | —                                      | Polak      | Platynowa płyta |
| "Séparer"                           | 2018 | 104                                    | 104                                    | —                                      | —                                      | —                                      | —                                      | Polak      | Platynowa płyta |
| "Bunkoeur"                          | 2018 | 105                                    | 105                                    | —                                      | —                                      | —                                      | —                                      | Polak      | Platynowa płyta |
| "Intro"                             | 2018 | 109                                    | 109                                    | —                                      | —                                      | —                                      | —                                      | Polak      | Platynowa płyta |
| "Ils nous comprennent pas"          | 2018 | 117                                    | 117                                    | —                                      | —                                      | —                                      | —                                      | Polak      | Platynowa płyta |
| "Le sel"                            | 2018 | 119                                    | 119                                    | —                                      | —                                      | —                                      | —                                      | Polak      | Platynowa płyta |
| "Gozier" (feat. Paluch)             | 2018 | 127                                    | 127                                    | —                                      | —                                      | —                                      | —                                      | Polak      | Platynowa płyta |
| "Weed"                              | 2018 | 142                                    | 142                                    | —                                      | —                                      | —                                      | —                                      | Polak      | Platynowa płyta |
| "Dingue"                            | 2019 | 22                                     | 22                                     | 15* (Ultratip)                         | 15* (Ultratip)                         | —                                      | —                                      | —          | —               |
| "Émotif"                            | 2019 | 39                                     | 39                                     | —                                      | —                                      | —                                      | —                                      | —          | —               |
| "Sans suite"                        | 2019 | 150                                    | 150                                    | —                                      | —                                      | —                                      | —                                      | —          | —               |
| "Toute l'année" (feat. Timal)       | 2019 | 16                                     | 16                                     | —                                      | —                                      | —                                      | —                                      | Mental     | Złota płyta     |
| "Hola"                              | 2019 | 22                                     | 22                                     | —                                      | —                                      | —                                      | —                                      | Mental     | Złota płyta     |
| "Arai"                              | 2019 | 25                                     | 25                                     | —                                      | —                                      | —                                      | —                                      | Mental     | Złota płyta     |
| "Cartelo" (feat. Maes)              | 2019 | 30                                     | 30                                     | —                                      | —                                      | —                                      | —                                      | Mental     | Złota płyta     |
| "Nana"                              | 2019 | 33                                     | 33                                     | —                                      | —                                      | —                                      | —                                      | Mental     | Złota płyta     |
| "Travailler"                        | 2019 | 43                                     | 43                                     | —                                      | —                                      | —                                      | —                                      | Mental     | Złota płyta     |
| "Tout recommencer" (feat. Tessa B.) | 2019 | 48                                     | 48                                     | —                                      | —                                      | —                                      | —                                      | Mental     | Złota płyta     |
| "Meilleur cauchemar"                | 2019 | 50                                     | 50                                     | —                                      | —                                      | —                                      | —                                      | Mental     | Złota płyta     |
| "Mental"                            | 2019 | 76                                     | 76                                     | —                                      | —                                      | —                                      | —                                      | Mental     | Złota płyta     |
| "Ma génération"                     | 2019 | 79                                     | 79                                     | —                                      | —                                      | —                                      | —                                      | Mental     | Złota płyta     |
| "Corazon" (feat. Aladin 135)        | 2019 | 80                                     | 80                                     | —                                      | —                                      | —                                      | —                                      | Mental     | Złota płyta     |
| "V2V"                               | 2019 | 86                                     | 86                                     | —                                      | —                                      | —                                      | —                                      | Mental     | Złota płyta     |
| "Intr100000"                        | 2019 | 88                                     | 88                                     | —                                      | —                                      | —                                      | —                                      | Mental     | Złota płyta     |
| "RS3"                               | 2019 | 98                                     | 98                                     | —                                      | —                                      | —                                      | —                                      | Mental     | Złota płyta     |
| "Temps perdu"                       | 2019 | 102                                    | 102                                    | —                                      | —                                      | —                                      | —                                      | Mental     | Złota płyta     |
| "TT"                                | 2019 | 103                                    | 103                                    | —                                      | —                                      | —                                      | —                                      | Mental     | Złota płyta     |
| "Le P"                              | 2019 | 110                                    | 110                                    | —                                      | —                                      | —                                      | —                                      | Mental     | Złota płyta     |
| "On sait jamais" (feat. Niska)      | 2020 | 3                                      | 3                                      | 46                                     | 46                                     | 37                                     | 37                                     | Enna       | —               |